# Morrowville
Morrowville är en ort i Washington County i Kansas. Vid 2020 års folkräkning hade Morrowville 114 invånare.